# 平壌火電線
平壌火電線（ピョンヤンファジョンせん）は、朝鮮民主主義人民共和国平壌直轄市普通江区域にある普通江駅から平川区域にある平川駅までを結ぶ鉄道路線である。

## 路線データ
- 路線距離：普通江 - 平川間3.7km
- 駅数：2（両端駅を含む）
- 軌間：1435mm
- 電化区間：全線（直流3000V）
- 複線区間：なし

## 駅一覧
- 駅所在地は全線平壌直轄市内。

| 駅名     | 駅名     | 駅名        | 駅間キロ (km) | 累計キロ (km) | 接続路線             | 所在地     |
| 日本語   | 朝鮮語   | 英語        | 駅間キロ (km) | 累計キロ (km) | 接続路線             | 所在地     |
| -------- | -------- | ----------- | ------------- | ------------- | -------------------- | ---------- |
| 普通江駅 | 보통강역 | Pot'onggang | 0.0           | 0.0           | 北朝鮮鉄道省：平南線 | 普通江区域 |
| 平川駅   | 평천역   | P'yŏngch'ŏn | 3.7           | 3.7           |                      | 平川区域   |

## 参考資料
- 国分隼人（2007年）. 『将軍様の鉄道 北朝鮮鉄道事情』, 新潮社. ISBN 9784103037316